# Staré Hory
Staré Hory (in tedesco Altgebirge, in ungherese Óhegy) è un comune della Slovacchia facente parte del distretto di Banská Bystrica, nella regione omonima.

## Storia
Il villaggio venne fondato da coloni tedeschi nel 1536 (con il nome di Altgepürg), qui accorsi per sfruttare le locali miniere. 
Del comune di Staré Hory fanno parte le frazioni di Bachláčka (in tedesco Bachler), Dolný e Horný Jelenec (in tedesco rispettivamente Untergielentz e Obergielentz), Potkanová (in tedesco Ratzental o Ratzengrund), Prašnica (in tedesco Praschnitz), Richtarová (in tedesco Richtergrund), Rybô (in tedesco Ribau), Valentová (in Walent).
Il villaggio conserva un'interessante chiesa in stile gotico del XV secolo.

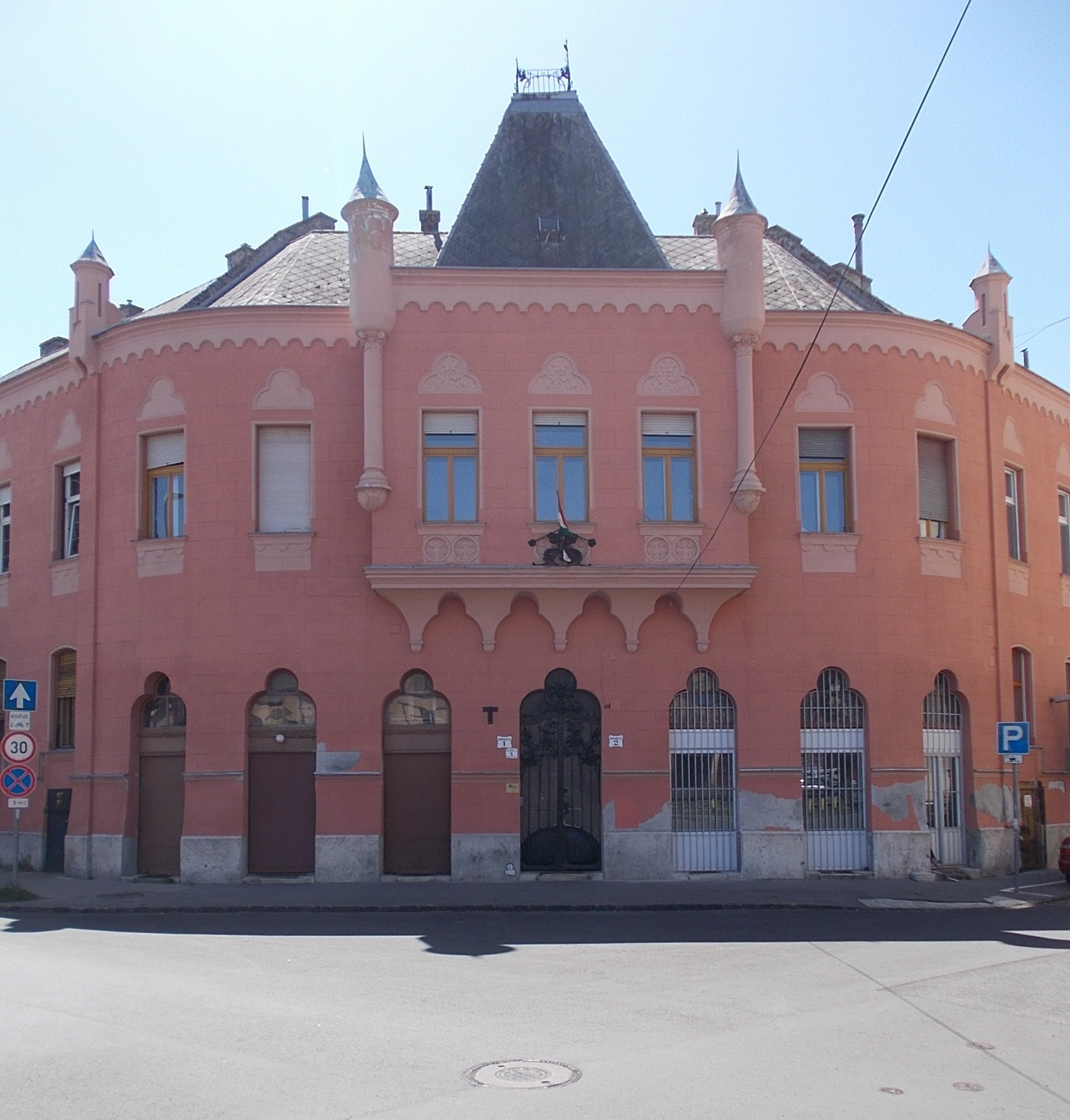
Óhegy, Gergely utca 1